# Cuculus
Cuculus és un gènere d'ocells de la família dels cucúlids (Cuculidae ).

## Taxonomia
El gènere Cuculus va ser introduït l'any 1758 pel naturalista suec Carl Linnaeus en la 10a edició de la seva Systema Naturae. La paraula llatina per a "cucut". El tipus espècie de cucut comú (Cuculus canorus).
Segons la Classificació del Congrés Ornitològic Internacional (versió 2.5, 2010) aquest gènere està format per 11 espècies:
- cucut comú (Cuculus canorus).
- cucut negre (Cuculus clamosus).
- cucut de Sulawesi (Cuculus crassirostris).
- cucut africà (Cuculus gularis).
- cucut de Horsfield (Cuculus horsfieldi).
- cucut de la Sonda (Cuculus lepidus).
- cucut alacurt (Cuculus micropterus).
- cucut menut (Cuculus poliocephalus).
- cucut de Madagascar (Cuculus rochii).
- cucut oriental (Cuculus saturatus).
- cucut pit-roig (Cuculus solitarius).